# Мумія: Принц Єгипту
Мумія: Принц Єгипту (англ. Tale of the Mummy) — британсько-американський фільм жахів 1998 року.

## Сюжет
Великий фараон Аменхотеп видав свою дочку за чужоземця на ім'я Талас. Новий принц Єгипту виявився жорстоким і кровожерливим чорним магом. За наказом фараона Таласа вбивають, а на його гробницю накладають вічне прокляття. Але в день Великого параду планет Талас може повернутися до життя, якщо його гробниця буде відкрита. У XX столітті археологічна експедиція знаходить гробницю Таласа. Саркофаг принца перевозять в Британський музей. Наближається день Великого параду планет, коли жахливий дух зла знайде свободу. Мумія оживає і починає холоднокровно вбивати людей і забирати у них нутрощі. Тільки археолог Саманта і детектив Райлі можуть перешкодити новій реінкарнації Таласа.

## У ролях
| Актор              | Роль                |
| ------------------ | ------------------- |
| Джейсон Скотт Лі   | Райлі               |
| Луїза Ломбард      | Саманта Таркел      |
| Шон Пертві         | Бредлі Кортезе      |
| Лізетт Ентоні      | доктор Клер Малруні |
| Майкл Лернер       | професор Маркус     |
| Джек Девенпорт     | детектив Бартон     |
| Онор Блекман       | капітан Ши          |
| Крістофер Лі       | сер Річард Таркел   |
| Шеллі Дюваль       | Едіт Бутрос         |
| Джерард Батлер     | Берк                |
| Джон Політо        | Парсонс             |
| Ронан Вайберт      | Янг                 |
| Білл Трічера       | Стюарт              |
| Елізабет Пауер     | Мері                |
| Роджер В. Моріссей | Мумія               |